# Хіхітун
Хіхітун — у білоруській міфології маленький демон, який весь час живе за спиною у людини. Коли з близькими людьми трапляється щось погане, Хіхітун радіє та тоненько сміється: «Хі-хі, хі-хі, хі-хі». Кажуть, якщо різко повернутись, то в цей момент можна побачити Хіхітуна. Це маленька істота, що схожа на мавпу, але з рогами на голові. Інколи його сміх може попереджувати про біду, яку опісля можна оминути. У Хіхітуна вірили на Мядельсьщині.